# Johannes de Jong
Johannes de Jong, conhecido também como Jan de Jong (Nes, 10 de setembro de 1885 - Amersfoort, 8 de setembro de 1955) foi um cardeal neerlandês da Igreja Católica. Ele serviu como arcebispo de Utrecht de 1936 até a sua morte.

## Biografia

### Juventude e ordenação
Johannes de Jong nasceu em Nes, uma vila no município de Ameland, como o mais velho de oito filhos de Jan de Jong, um padeiro, e sua esposa Trijntje Mosterman. Após estudar no seminário de ensino médio em Culemborg de 1898 a 1904, De Jong estudou no Seminário de Rijsenburg por quatro anos.
Estudou na Pontifícia Universidade Gregoriana e na Pontifícia Universidade São Tomás de Aquino em Roma, obtendo seus doutorados em filosofia e teologia.
Em 15 de agosto de 1908, foi ordenado padre. Seus dois irmãos mais novos, Julius (1896-1923) e Wiebren (1898-1962) também foram padres.

### Carreira de padre
De Jong fez um trabalho pastoral em Amersfoort, incluindo um trabalho com as Irmãs da Misericórdia, até 1914, tornando-se professor universitário de história da Igreja no seminário de Rijsenburg em 6 de novembro do mesmo ano. Em 14 de agosto de 1931, foi eleito presidente do seminário.

### Arcebispo de Utrecht
Em 1936, tornou-se arcebispo de Utrecht. Durante a ocupação dos Países Baixos durante a Segunda Guerra Mundial, o Arcebispo de Jong organizou a resistência da igreja. Em 26 de julho de 1942, ele publicou uma carta pastoral contra as ações dos alemães nazistas contra os judeus. Depois disso, 244 ex-judeus convertidos ao catolicismo, incluindo Edith e Rosa Stein, foram presos pela Gestapo em 2 de agosto de 1942 e levados para o campo de trânsito de Westerbork. O arcebispo de Jong informou o papa Pio XII sobre os crimes contra os judeus na Holanda e tentou persuadir o papa a condenar o extermínio dos judeus publicamente e abertamente (não apenas implicitamente). Em uma carta pastoral datada de 21 de fevereiro de 1943, que foi enviada a todos os púlpitos das igrejas católicas, protestando contra medidas tomadas pelos ocupantes alemães e o Movimento Nacional Socialista em Nederland, u. a. o recrutamento obrigatório de holandeses para trabalhar na Alemanha. Isto foi precedido por uma carta de 17 de fevereiro de 1943 a Arthur Seyss-Inquart, o "Reichskommissar para os Países Baixos", com um forte protesto contra a perseguição e assassinato dos judeus.
Papa Pio XII nomeou-o em 1946 como cardeal-presbítero com a igreja titular de San Clemente.

### Morte
Jan de Jong morreu em 8 de setembro de 1955 em Amersfoort e foi enterrado no cemitério "Sint-Barbara" em Utrecht.

### Honras
Em 2022, De Jong recebeu postumamente o título de Justo entre as Nações pelo governo de Israel. O título foi concedido aos seus familiares pelo embaixador de Israël Modi Ephraim.